# Jjimjilbang
Jjimjilbang ist die Bezeichnung für ein koreanisches, öffentliches Badehaus, indem sich traditionelle Saunas, Pools und Duschen befinden. Ein solches Badehaus teilt sich in mehrere Bereiche, die oft auf verschiedene Stockwerke verteilt sind.

## Beschreibung
Der FKK-Bereich ist geschlechtergetrennt und enthält Saunas, Whirlpools, Dampfduschen, Wasserbecken und einen Bereich für das Styling nach dem Besuch.
In den Bereichen, die Frauen und Männer, auch mit Kindern gemeinsam besuchen, wird für gewöhnlich Kleidung getragen. Dabei handelt es sich meist um ein einfaches T-Shirt und eine kurze Hose, dies wird vom Badehaus gemeinsam mit Handtüchern zur Verfügung gestellt. In diesem Bereich des Hauses finden sich Fitnessraum, Café mit Snacks, Rastbereiche mit Fernsehern und verschiedene Themenräume mit unterschiedlichen Temperaturen von 25 bis 85 °C, diese können zum Beispiel Eis, dunkles Holz oder auch Mineralien enthalten.
Für gewöhnlich sind Jjimjilbangs 24 Stunden durchgehend geöffnet. Für die Übernachtung gibt es eigene geschlechtergetrennte Schlafsäle, in denen Matratzen oder einfache Matten zur Verfügung stehen. Eine Übernachtung kostet zwischen 6.000 und 15.000 Won (4–10 Euro) und ist somit oft trotz des guten Services günstiger als ein Hotel.